# Campionati del mondo di ciclismo su pista 2022 - Velocità a squadre femminile
La gara di velocità a squadre femminile ai Campionati del mondo di ciclismo su pista 2022 si è svolta il 12 ottobre 2022. Vi hanno gareggiato in totale 11 squadre da altrettante nazioni.

## Podio
| Pos.    | Squadra       | Atlete                                    |
| ------- | ------------- | ----------------------------------------- |
| Oro     | Germania      | Pauline Grabosch Emma Hinze Lea Friedrich |
| Argento | Cina          | Guo Yufang Bao Shanju Yuan Liying         |
| Bronzo  | Gran Bretagna | Lauren Bell Sophie Capewell Emma Finucane |

## Risultati

### Qualificazioni[3]
I migliori 8 tempi si qualificano per il primo turno.
| Posizione | Nazione       | Atlete                                                                     | Tempo  | Gap     | Note |
| --------- | ------------- | -------------------------------------------------------------------------- | ------ | ------- | ---- |
| 1         | Germania      | Pauline Grabosch Emma Hinze Lea Friedrich                                  | 46.573 |         | Q    |
| 2         | Paesi Bassi   | Kyra Lamberink Shanne Braspennincx Steffie van der Peet                    | 46.643 | +0.070  | Q    |
| 3         | Gran Bretagna | Lauren Bell Sophie Capewell Emma Finucane                                  | 46.986 | +0.413  | Q    |
| 4         | Cina          | Guo Yufang Bao Shanju Yuan Liying                                          | 47.175 | +0.602  | Q    |
| 5         | Francia       | Taky Marie-Divine Kouamé Julie Michaux Mathilde Gros                       | 47.624 | +1.051  | Q    |
| 6         | Polonia       | Marlena Karwacka Urszula Łoś Nikola Sibiak                                 | 47.746 | +1.173  | Q    |
| 7         | Giappone      | Fuko Umekawa Riyu Ohta Mina Sato                                           | 48.709 | +2.136  | Q    |
| 8         | Canada        | Sarah Orban Kelsey Mitchell Jackie Boyle                                   | 49.730 | +2.157  | Q    |
| 9         | Stati Uniti   | Keely Kortman Kayla Hankins McKenna McKee                                  | 49.873 | +3.330  |      |
| 10        | Malaysia      | Nurul Aliana Syafika Azizan Nurul Izzah Izzati Mohd Asri Anis Amira Rosidi | 51.064 | +4.491  |      |
| 11        | Nigeria       | Tawakalt Yeeken Mary Samuel Tombrapa Gripka                                | 56.921 | +10.348 |      |

### Primo turno[4]
Le batterie del primo turno saranno disputate come segue:
Batteria 1: 4° vs 5° nelle qualificazioni
Batteria 2: 3° vs 6° nelle qualificazioni
Batteria 3: 2° vs 7° nelle qualificazioni
Batteria 4: 1° vs 8° nelle qualificazioni
Le vincenti delle batterie saranno classificate per i tempi ottenuti: le migliori due accederanno alla finale per l'oro, mentre le altre due disputeranno la finale per il bronzo.
| Batteria | Posizione | Nazione       | Atlete                                                  | Tempo  | Gap    | Note   |
| -------- | --------- | ------------- | ------------------------------------------------------- | ------ | ------ | ------ |
| 1        | 1         | Cina          | Guo Yufang Bao Shanju Yuan Liying                       | 46.458 |        | QG     |
| 1        | 2         | Francia       | Taky Marie-Divine Kouamé Julie Michaux Mathilde Gros    | 47.118 | +0.660 |        |
| 2        | 1         | Gran Bretagna | Lauren Bell Sophie Capewell Emma Finucane               | 46.699 |        | QB     |
| 2        | 2         | Polonia       | Marlena Karwacka Urszula Łoś Nikola Sibiak              | 47.347 | +0.648 |        |
| 3        | 1         | Paesi Bassi   | Kyra Lamberink Shanne Braspennincx Steffie van der Peet | 46.529 |        | QB     |
| 3        | 2         | Giappone      | Fuko Umekawa Riyu Ohta Mina Sato                        | 48.074 | +1.545 |        |
| 4        | 1         | Germania      | Pauline Grabosch Emma Hinze Lea Friedrich               | 45.983 |        | QG, WR |
| 4        | 2         | Canada        | Sarah Orban Kelsey Mitchell Jackie Boyle                | 48.173 | +2.190 |        |

### Finali[5]
| Posizione            | Nazione       | Atlete                                                  | Tempo  | Gap    | Note |
| -------------------- | ------------- | ------------------------------------------------------- | ------ | ------ | ---- |
| Finale per l'oro     |               |                                                         |        |        |      |
| 1                    | Germania      | Pauline Grabosch Emma Hinze Lea Friedrich               | 45.967 |        | WR   |
| 2                    | Cina          | Guo Yufang Bao Shanju Yuan Liying                       | 46.631 | +0.664 |      |
| Finale per il bronzo |               |                                                         |        |        |      |
| 3                    | Gran Bretagna | Lauren Bell Sophie Capewell Emma Finucane               | 46.596 |        |      |
| 4                    | Paesi Bassi   | Kyra Lamberink Shanne Braspennincx Steffie van der Peet | 46.604 | +0.008 |      |